# 北京太庙
太庙（穆麟德轉寫：tai miyoo）位于北京天安门东侧。总面积139,650平方米，平面成南北向长方形，正门为西南侧太庙街门（该门现被一分为二，外部作为商店使用，不能进入），南门于中华民国大陆时期作为公园时开辟，现为太庙主要游人入口。太庙四周有三重围墙。主要建筑为前殿、中殿、后殿三大殿及配殿，南端有琉璃砖门一座、大戟门一座并小戟门东西各一座，两门之间有七座石桥。明、清两代为皇家祖庙。始建于明永乐十八年（1420年），嘉靖、万历和清顺治年间曾多次重修，乾隆元年（1736年）大加修缮，历时四年，乾隆退位前又将三进大殿及配殿全部扩建。
殿宇均为黄琉璃瓦顶，建筑雄伟壮丽。正殿原为九间，清代改为十一间，进深四间，重檐庑殿顶，周围有三重汉白玉须弥座式台基，四周围石护栏。其主要梁柱外包沉香木，其余木构件均为金丝楠木，天花板及柱皆贴赤金花，制作精细。
太庙虽经清代改建，其规则和木石部分，大体保持原构，是北京最完整的明代建筑群之一。太庙以古柏著名，树龄多达数百年。1924年辟为和平公园，1950年5月1日改名为北京市劳动人民文化宫。
2024年7月27日，太廟作为「北京中轴线——中国理想都城秩序的杰作」的组成部分，入選世界遗产。

## 对外开放
北京故宫博物院成立之初，太庙属故宫管辖。1924年，太庙改为和平公园，向公众开放。1931年由故宫博物院接管作为分院。新中国成立后，1950年1月6日中央人民政府政务院决定将太庙拨给北京市作为劳动人民的文化活动场所。1950年4月10日，故宫博物院将太庙正式移交给北京市总工会，辟为北京市劳动人民文化宫，由中国共产党主席毛泽东亲笔题写宫名，于1950年5月1日正式对外开放，成为首都劳动人民的“学校和乐园”。文革期间曾经成为北京市大、中学校红卫兵联络总站的办公地点。

## 著名景点
- 戟门：面阔五间，进深二间，黄琉璃瓦单檐庑殿顶，屋顶起翘平缓，檐下斗栱用材硕大。汉白玉绕栏须弥座，台阶九级，中饰丹陛。正门两侧各有一黄琉璃瓦单檐歇山顶的旁门，门内外原有朱漆戟架八座，共插银鐓红杆金龙戟120条，1900年被入侵北京的八国联军全部掠走。
- 享殿：整个太庙的主体建筑，是明清两代皇帝举行祭祖大典——岁末祫祭的场所。后虽经明清两代多次修缮，但其规制和木石部分基本保持明代原构，所有构件均用极其名贵的金丝楠木制成，是全国现存规模最大的金丝楠木宫殿。黄琉璃瓦重檐庑殿顶，檐下悬挂满汉文书写的“太庙”九龙贴金题额。面阔十一间（长68.2米），进深六间（宽30.2米），坐落在高3.46米的三层汉白玉须弥座上，殿高32.46米。殿内木构件均为名贵的金丝楠木，殿顶、天花、四柱、梁架用片金沥粉彩画装饰，地面墁铺特制的金砖。
- 寝殿：黄琉璃瓦单檐庑殿顶，面阔九间（长62.31米），进深四间（宽20.54米），殿高21.95米。石露台与享殿相连，汉白玉须弥座，周绕石栏，望柱交错雕以龙凤，台阶中饰丹陛，平日供奉历代皇帝、皇后牌位，是“四孟”时享和婚丧、登极、亲政、册立、征战等家国大事进行“告祭”的场所，
- 祧庙：始建于明弘治四年（1491年），黄琉璃瓦单檐庑殿顶，面阔九间（长61.99米），进深四间（宽20.33米）。汉白玉须弥座，周绕石栏，望柱交错雕以龙凤，台阶中饰丹陛，全殿自成院落，是供奉皇帝远祖牌位的地方。

## 图集

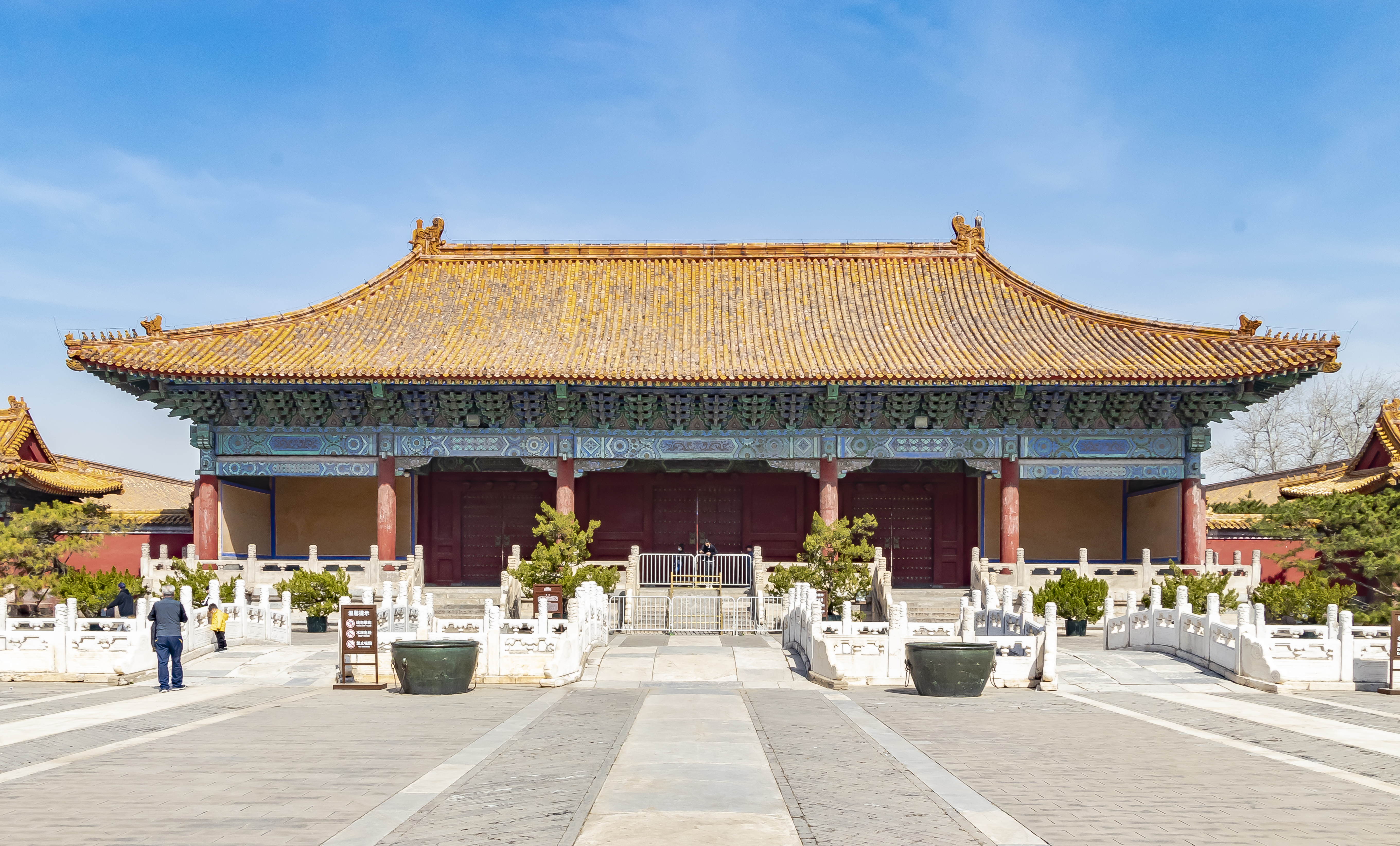
太庙戟门
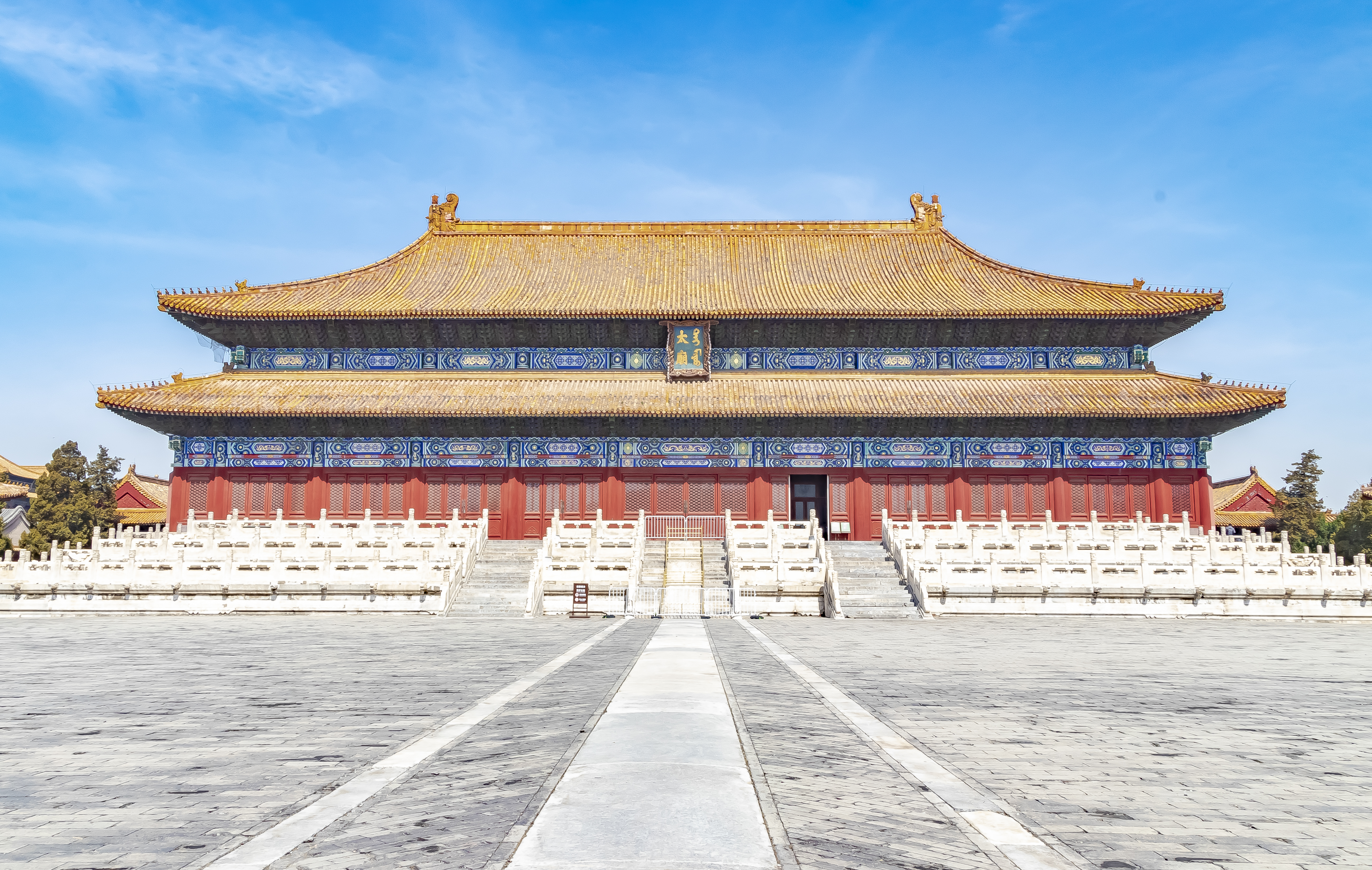
太庙享殿
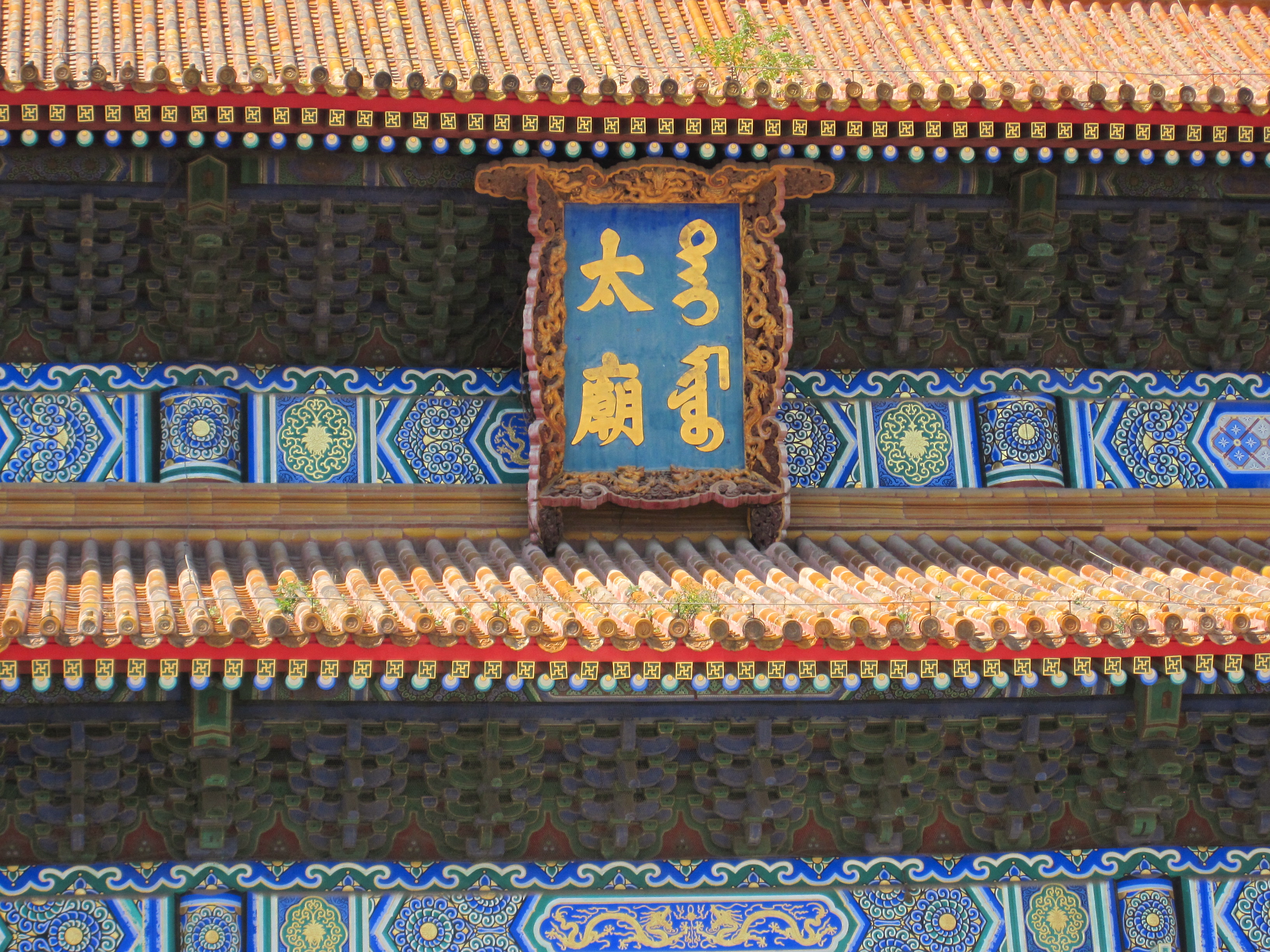
太庙斗匾
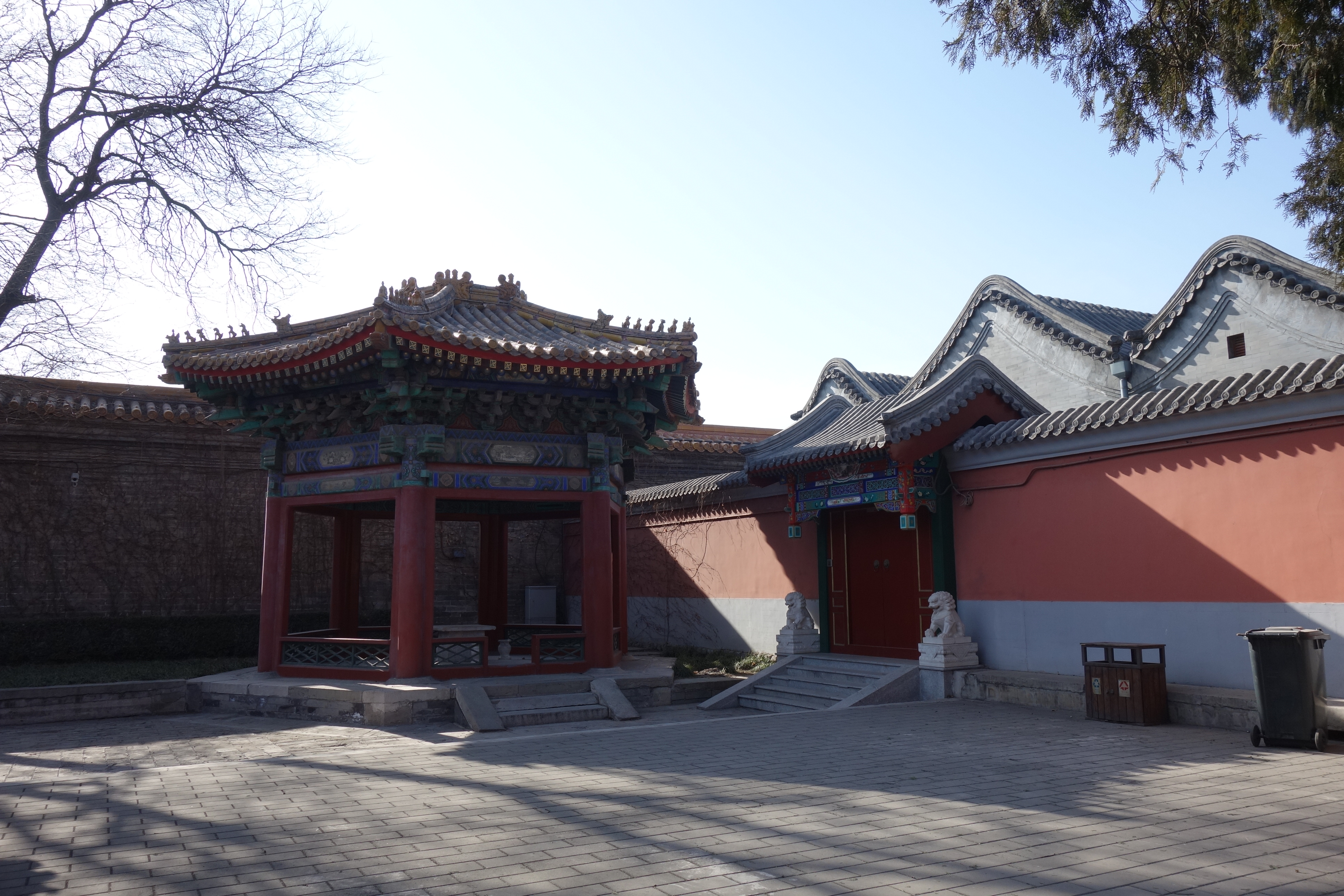
牺牲所
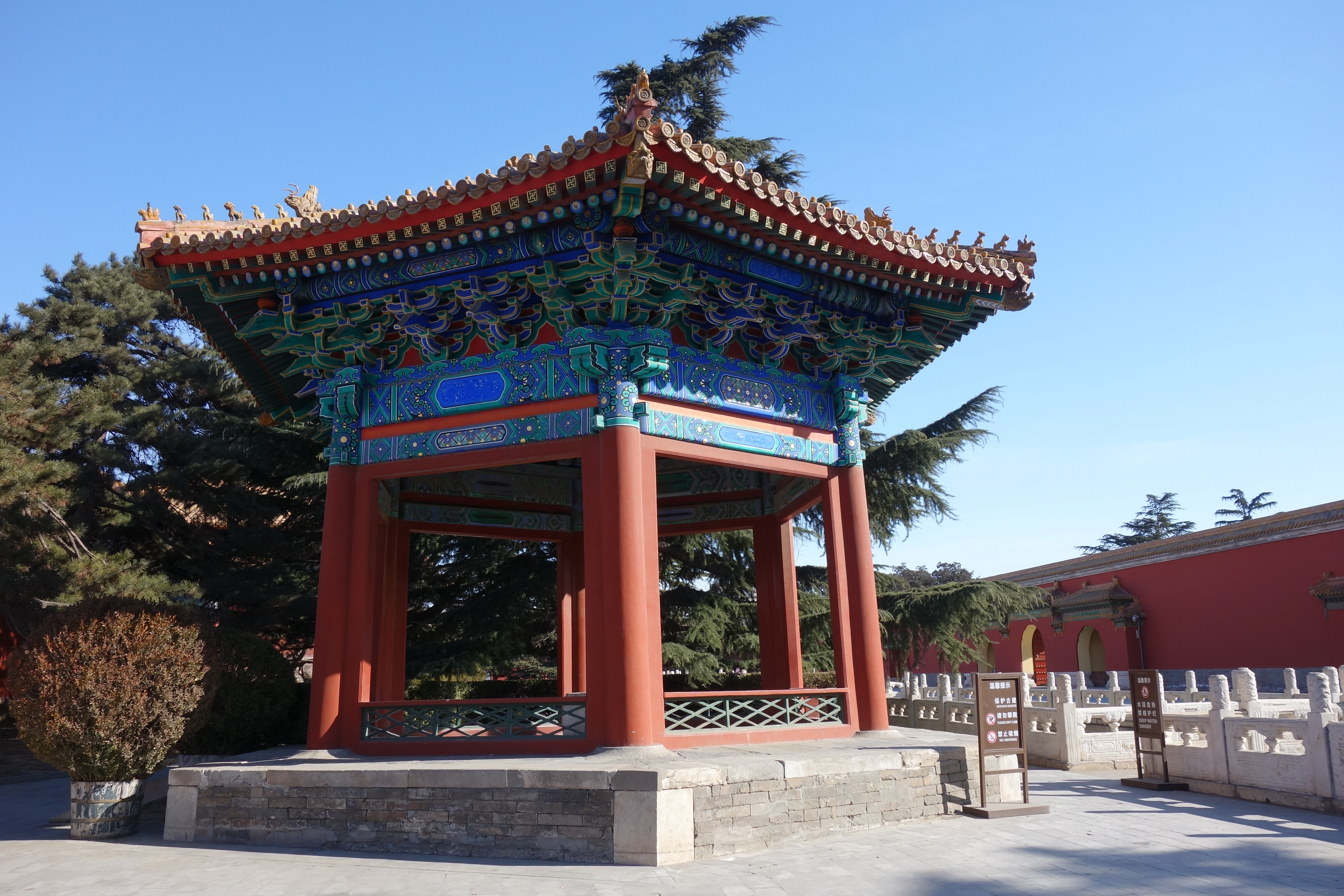
井亭
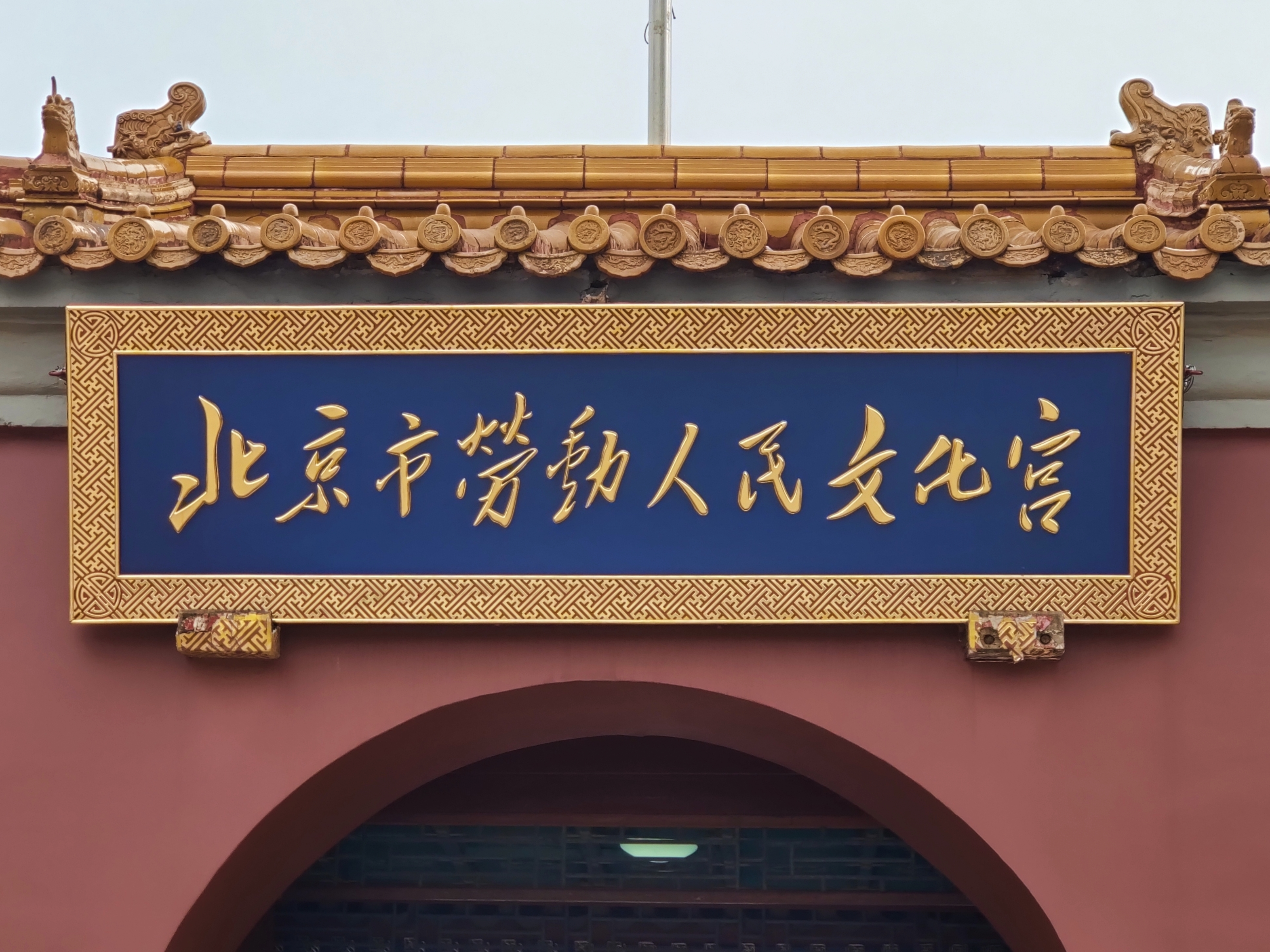
劳动人民文化宫题字

## 配享太廟者

### 明朝
壽春王（壽春王妃劉氏）、南昌王、盱眙王（盱眙王妃唐氏）、臨淮王（臨淮王夫人劉氏）、霍丘王（霍丘王夫人翟氏）、下蔡王、安豐王（安豐王夫人趙氏）、蒙城王（蒙城王妃田氏）、寶應王、六安王、來安王、都梁王、英山王、山陽王、昭信王

廖永安、俞通海、張德勝、桑世傑、耿再成、胡大海、趙德勝
常遇春、徐達、李文忠、鄧愈、湯和、沐英
張玉、朱能、王真
劉基、郭英
馮勝、傅友德、廖永忠、王弼、汪興祖、俞淵、耿炳文、廖旺、何真

### 清朝
代善、傅恒、僧格林沁

兆惠、和琳、图赖

圖爾格、多爾袞、多鐸

奕訢、岳託、张廷玉

扬古利、濟爾哈朗、界堪

福康安、禮敦巴圖魯、胤祥

豪格、费英东、鄂尔泰

阿桂、雅尔哈齐、额亦都

策棱、圖海、額爾袞

## 相關
2016年11月2日，该地举行“中国国际时装周2017春夏”闭幕仪式以及该年度颁奖典礼，是太庙正殿第一次举办时装秀。